# Halomalus
Halomalus is een geslacht van vliesvleugeligen uit de familie Pteromalidae. De wetenschappelijke naam van dit geslacht is voor het eerst geldig gepubliceerd in 1953 door Erdös.

## Soorten
Het geslacht Halomalus is monotypisch en omvat slechts de volgende soort:
- Halomalus crucifer Erdös, 1953